# 아야노 고
아야노 고(綾野 剛, 1982년 1월 26일 ~ )는 일본의 남자 배우이다. 기후현 기후시 출신. 트라이스톤 엔터테인먼트 소속이다. 신장은 180cm, 혈액형은 A형이다.

## 약력
기후현 기후시에서 출신으로, 고등학교까지는 육상에 몰두하며 육상 선수로서 기후현 중학교 육상 경기 대회에서 800M 우승. 또한 고교 시절에는 기후현 고등학교 육상 경기 대회에서 준우승을 거두었다. 공식 기록은 50m 6초 / 10,800m 1분 57초 / 71,1500m 4분 9초 / 60,5000m 15분 41초 00이다.
2000년 3월 고등학교 졸업과 동시에 상경. [[모델 (직업)|패션 모델), 밴드 활동 등을 거쳐, 2003년에 《가면라이더 555》로 배우 데뷔했다.
2004년에는 독일의 Pandola Film 제작의 장편 작품 《Valley Of Flowers》에 출연했다. 음악 프로젝트 mr.a (미스터.A)에서 작사·작곡을 다뤄 2005년 5월 3일, 오모테산도 THE ORBIENT에서 열린 〈INFECTION NOID 05-06 AUTUMN & WINTER COLLECTION〉에서는 음악과 연출을 담당했다.  2006년 동 이벤트에서도 계속 음악을 담당하고 모델로서도 출연했다. mr.a는 2007년 1월 28일 라이브 이벤트를 마지막으로 2008년 10월에 해산이 발표되었다. 이후 배우로서의 활동에 전념한다.
2006년 3월, 나카노 히로유키 감독의 《전속력 해안》에 출연, 모든 곡의 작사·작곡도 담당했다. 같은 해 10월 《이누고에》(TV 가나가와·교토 방송·선 TV 外)에서 TV 드라마 첫 주연을 완수한다.
2007년 장편의 첫 주연 영화 《Life》가 공개되었고, 이 작품에서 음악 감독을 겸임했다. 사운드 트랙과 동 CD 자켓 디자인, 자신의 의상도 담당하였다. 다음해인 2008년 영화 《나오코》에서는 중고교 시절 육상 경험을 살려 라이벌 역의 육상 선수를 연기했다.
2009년, 미이케 타카시 감독의 영화 《크로우즈 ZERO II》에서는 영화 오리지널 캐릭터의 우루시하라 료 역으로 출연했다. 2010년, TV 드라마 《마더》에 출연해 주목을 끌기 시작한다. 하타 모토히로의 악곡 〈메트로 필름〉 PV에 출연. 2011년에는 영화 《GANTZ》에서는 검은 옷 성인 리더 중 하나 역으로 출연했다.
2012년 연속 TV 소설 《카네이션》에서 주인공( 오노 마치코 분)의 상대 역으로 출연해, 불과 3주만 출연하면서도 강렬한 존재감을 과시하며 등장시마다 최고 시청률을 기록. 유니클로의 〈실키 드라이〉 CM에 기용되었다.
2013년 대하드라마 《야에의 벚꽃》에서 마츠다이라 카타모리 역으로 대하드라마 두 번째 출연. TV 드라마 《최고의 이혼》, 《하늘을 나는 홍보실》, 《야에의 벚꽃》으로 제22회 하시다상 신인상을 수상했다. 또한, 영화 《요노스케 이야기》, 《여름의 끝》에서 제37회 일본 아카데미상 신인 배우상 수상. 영화 《샤니다루의 꽃》에서 주연을 맡았다.
2014년 주연 영화 《그곳에서만 빛난다》 등으로 제88회 키네마 준보 베스트 텐 제36회 요코하마 영화제, 제69회 마이니치 영화 콩쿠르, 제24회 일본 영화 비평가 대상, 제29회 다카사키 영화제 등의 남우주연상을 수상했다.
2015년, TV 드라마 《코우노도리》에서 산부인과 의사 역으로 연속 드라마 단독 첫 주연을 완수한다.
2016년 《립반윙클의 신부》, 《64 전편·후편》, 《분노》로 제41회 호치 영화상 남우조연상, 《타락경찰 모로보시》로 제15회 아시아 영화제에서 라이징 스타상 외에도 제40회 일본 아카데미상 우수 남우주연상과, 제26회 도쿄 스포츠 영화 대상 남우조연상을 수상했다.
2019년, 야마다 타카유키와 우치다 아사히와 함께 밴드 THE XXXXXX를 결성해 1st 앨범 〈THE XXXXXX〉의 디지털 방송 라이브 개최했다.

## 인물

### 성격·외모
- 업계 스태프들은 “예술가를 연상시키는 조용한 분위기와 서비스 정신이 넘치는 성격을 모두 가진 독특한 배우. 스태프에게 배려 정중하게 대응해준다”,[9] “다망한 배우라고는 생각되지 않을만큼 겸허한 자세”,[10] “감독이 죽어달라고 하면 죽는다”[11]라고 명성을 이야기한다.[주 2]

- 친구나 공연자들은 “외면에서는 날카로운 이미지가 선행하고 있지만, 배우를 시작 전부터 항상 상냥하고, 차별 대우하지 않는 평온이고. 정말 좋은 사람”,[12] “스위치가 켜져있을 때 순발력은 굉장하지만, 평소에는 천연스럽고 빠져있는 점이 있다”,[13] “멍한 사람”,[14] “말단 인턴 직원까지도 팔로우하는 신사적인 성격”,[15] “잘 대해주는 왕자”[주 3][주 4]와 평가되고 있다.

- 본인은 자신의 성격을 〈겁쟁이〉이라고 인식하고 있다. 심리학자들은 “용감 무쌍한, 두려움 오른쪽에 나오는 사람은 없다”, “상당히 높은 수준에서 용기가 있다”며 “사회적인 뇌, 그러한 커뮤니케이션티브한 뇌가 무척 높다. 지성이 높다”고 분석했다.[18]

- 원래 낯가리는 성격으로 부모가 자주 부재였던 가정 속에서, 초등학생 때부터 혼자 비밀 기지를 만들곤했었다. 고교 졸업 후에는 목표없이 상경하고, 20세 때는 매우 외로웠다고 한다.[19] 현재는 낯가림인 성격을 고치기 위해 노력하고 있다.[20][주 5][주 6]

- 하얗고 날씬한 체형으로, 삼백안. 무기질의 신비로운 느낌을 주는 독특한 풍모에 따라 일부에서 사안(蛇顔)[주 7]의 대표 주자로 불리고 있다.[23]

- 본인은 ‘이케맨’(훈남) 취급이 되는 것에 기분이 좋지 않다고 한다.[24] 이전부터 다른 사람들로부터 “분위기 있네요”라고 계속해 듣고 있지만, 본인은 그것을 불안해하고 있다.[25][주 8] 눈이 가늘기 때문에 인지하지 못할 수도 있지만, 일단 속쌍꺼풀이 있다고 주장하고 있다.[27] 눈색이 엷고 눈이 약간 갈색이다.[28]

### 연기에 임하는 자세
- 자신이 작품을 지탱하는 ‘배후자 중 하나’라는 것이 모든 기본 자세.[10][29]
- 역할은 교활하고[30] 그늘이 있는 역에서부터 상쾌한 역이나 섬세한 청년 역까지 다양하다.[31] 공연자들로부터 〈빙의형〉이라고 지적되었으며, 〈자유자재인 카멜레온형 배우〉라고 평가된다.[주 9][주 10]

- 배우 데뷔는 《가면라이더 555》의 괴인 역.  이시다 히데노리 감독이 인생에서 거의 처음 성인으로 자신에게 진지하게 마주해 준 것에 감동을 받고 배우에 뜻을 두게 됐다.[주 11]  《마더》 같은 그늘이 있는 역으로 평가되는 등 그 이전부터도 까다로운 그늘이 있는 역을 연기하는 것이 많았기 때문에 《카네이션》의 출연이 결정된 때에는 “방송 사고가 되어 버렸다”라고 불안의 목소리가 컸었다.[34] 《카네이션》에서는 강렬한 존재감을 보여주면서 작품의 주목도를 이끌어내 최고 시청률을 기록했지만,[7] 출연 자체는 불과 3주였다.[주 12] 또한, 《마더》에서는 오노 마치코가 반려자로서 학대에 가담하는 어린 아이의 어머니 역으로 출연하고 있으며, 오노가 히로인을 연기한 《카네이션》은 그 이후의 공연이 되었다.[36] 그리고 그 후에도 《최고의 이혼》, 《야쿠자와 가족 The Family》에서도 오노 마치코와 공동 출연을 완수해, 오노에 대해 아야노는 “자신에게 터닝포인트가 되는 작품은 반드시 있어준 존재”라고 말하고 있다.[37]

- 본래는 역 이외의 노출을 좋아하지 않는다, 작품을 위해서라면 버라이어티 프로그램에도 협력적인 자세로 임하고, “나는 예능인이 아니기 때문에, 재미는 없다. 여기에 폐를 끼치는데도, 게다가 선전(작품 홍보)까지 시켜주고 있다”는 자세로 있다.[38] 2015년 5월 16일 방송된 《멧챠×2이케테룻》의 〈카리잣푸 코너〉에서는 1일 7식을 먹고 3.5 킬로미터를 증량해, 살찌우기 코너에서 유일한 완식을 달성했다. 아야노에 도전하는 다음의 배우를 찾지 못해 코너를 반 휴지 상태에 몰아 넣는 사태에 이르렀다.[39] 2015년 가을 《올스타 감사제》에서는 처음 체험한 양궁에서 연속 한가운데를 꿰뚫는 승부에 강한 모습을 보여줬다.[40]

- 《야에의 벚꽃》 제21화에서, 마츠다이라 카타모리 역을 연기해, 마츠다이라 카타모리에 에도에서의 퇴거를 명령한 장면에서 모시는 가훈을 소근 소근 중얼거리고 있던 것은 아야노의 애드립이다.[41] 《그곳에서만 빛난다》에서 타츠오가 죄를 범한 타쿠지를 때리는 연기는 아야노의 아이디어.[42] 《하늘의 벌》에서 수갑에서 벗어나려고 한 사이카가 엄지 손가락을 잘라내는 장렬한 연기는 아야노의 아이디어라고 한다.[30] 《카네이션》에서는 샤미센을, 《코우노도리》에서는 피아노를 연습하고. 곡을 연주할 수 있는 정도가 되어 현장에 오고 있었다.[43][44]

### 취미·특기·기호
- 특기는 육상.[1] 어린 시절 비밀 기지 만들기나 돌을 깎는데 열중이였고, 중고등학교에 진학 후에는 육상에 빠져 고향의 기후시의 산속에서 아침부터 저녁까지 계속 달리고 있었다.[주 13] 영화 《나오코》에서는 육상 선수를 연기해 달리는 장면에서 시속 25 킬로미터에서 30 킬로미터의 속도로 장시간 촬영이 진행되었음에도 불구하고, 태연한 얼굴로 달리고 있었다.[주 14] 하코네 에키덴을 좋아하며 관동 지역의 대학에 진학하여[주 15] 하코네 에키덴 같은 선수가 되고 싶다고 생각한 적도 있고, 지금도 새해 첫 참배와 에키덴을 바라보고 TV 앞에서 통곡하고 있다.[5]

- 게임 중에서는 사가 시리즈, 성검전설 시리즈, 파이널 판타지 시리즈를 애정한다. 캐릭터로는 ‘몰볼’과 〈파이널 판타지 VI〉의 ‘티나’를 좋아한다.[46] 애니메이션 《파이널 판타지 XV 킹스글레이브》에서 목소리 출연을 했을 때, “프로의 무서움을 느꼈다”라고 성우진을 존중하고, “과거에 파이널 판타지(FF)를 하고 있었지만, 최근에는 떨어져 있던 사람들에 FF를 경험해주고, 우리를 통해 FF 팬이 한명이라도 늘어난다면”이라고 말했다.[47]

- 음악은 헤비 메탈과 데스 메탈을 좋아한다. 현재는 기타를 취미로 하고, 배우로서 작품에 대한 것을 제외하고는 음악을 주된 직업으로 하는 것은 아니다.[주 16][48]

- 2012년 3월 《스튜디오 파크에서 안녕하세요》의 출연이 두 차례에 걸쳐 일본 국회 중계로 연기되었을 때 방송되지 않음에도 불구하고, NHK의 직원실까지 찾아가 프로그램 스태브들과 현지에 모인 팬들에게 인사했다.[49]

- 땀이 흐르는 장면은 보통 분무기를 사용하지만, 아야노는 “잠깐만요, 으음”이라고 자신의 의지로 땀을 내고 있다.[50]

- 닭 날개를 콜라를 넣고 익은 것과 코하다, 딸기 타르트, 히레카츠를 좋아한다.[51] [주 17] 특히 히레카츠는 매번 프로그램 설문 때마다 적는데 화제로 다루어지지 않는 것을 불만스럽게 생각했다.

- 자고 일어나는 것에 약하고, 아침은 희미해진 상태를 하고 있다. 일으키려 하면 “자, 이제 일어나”라고 말하지만 일어나지 않는다.[53]

- 기후현 오가키시 아야노 5번가에 있는 〈아야노 5 교차로〉가 ‘아야노 고’를 연상시키는 것으로 SNS 상에서 화제가 되어, 5번가의 새로운 명소라고 부르는 사람도 나타났다.[54]

## 출연 작품
역할의 굵은 표시는 주연 작품

### 영화
| 개봉일자                | 제목                                                | 역할                    | 배급사                                   | 비고   |
| ----------------------- | --------------------------------------------------- | ----------------------- | ---------------------------------------- | ------ |
| 2004년 11월 27일        | 두 번째 그녀                                        | 후미야                  | 나이가이 출판                            |        |
| 2005년 7월 2일          | 완전 무서운 이야기 THE MOVIE 어둠의 영화제 〈악령〉 | 귀신                    | 타케쇼보                                 |        |
| 2005년 9월 3일          | NANA                                                | 플루토 보컬             | 도호                                     |        |
| 2006년 1월 28일         | 블랙 키스                                           | 조커 친구               | 업 링크                                  |        |
| 2006년 10월 21일        | Have a nice day 〈전속력 해안〉                     | 노기                    | 파노라마                                 |        |
| 2006년 12월 2일         | 이누고에 - 행복의 발바닥                            | 마에다 다이키           | 바이오 타이드                            |        |
| 2007년 1월 13일         | 요괴기담                                            | 싱고                    | 바이오 타이드                            |        |
| 2007년 1월 27일         | Life                                                | 타키타 이사무           | 바이오 타이드                            |        |
| 2008년 1월 26일         | 스미레 인형                                         | 미도리카와              | kinone                                   |        |
| 2008년 1월 26일         | 돌격! 남자 훈련소                                   | 위 히엔                 | 제아리즈 엔터프라이즈                    |        |
| 2008년 2월 16일         | 나오코                                              | 쿠로다 신               | 닛카쓰                                   |        |
| 2008년 3월 22일         | 극장판 아쿠에이리언 에이지                          | 아메미야                | 바이오 타이드                            |        |
| 2008년 9월 13일         | 록큰롤 다이어트!                                    | 헤비메탈맨              | 바이오 타이드                            |        |
| 2009년 1월 31일         | 러브 익스포져                                       | 간부                    | 팬텀 필름                                |        |
| 2009년 4월 11일         | 크로우즈 ZERO II                                    | 우루시바라 료           | 도호                                     |        |
| 2009년 9월 12일         | TAJOMARU                                            | 사루                    | 워너 브라더스 영화                       |        |
| 2009년 9월 12일         | 일렉트로닉 걸                                       | 유키노리                | 몹 캐스트                                |        |
| 2010년 1월 9일          | 시부야                                              | 미즈사와 카즈나리       | 비 와일드                                |        |
| 2010년 7월 17일         | 슈얼리 섬데이                                       | 이와사키 히데토         | 쇼치쿠                                   |        |
| 2010년 10월 30일        | SP THE MOTION PICTURE 야망편                        | 의심스러운 남자         | 도호                                     |        |
| 2011년 1월 29일         | GANTZ                                               | 이치 (검은옷 성인 리더) | 도호                                     |        |
| 2011년 4월 23일         | GANTZ: PERFECT ANSWER                               | 이치 (검은옷 성인 리더) | 도호                                     |        |
| 2011년 6월 18일         | 논두렁 댄디                                         | 마츠모토                | 비타즈 엔드                              |        |
| 2011년 8월 20일         | 토끼 드롭스                                         | 쿄이치                  | 쇼게이트                                 |        |
| 2011년 10월 22일        | 눈을 감고 번쩍번쩍                                  | 야기사와 코타           | BeeTV                                    |        |
| 2011년 12월 17일        | 고독한 혹성                                         | 카네코 테츠오           | ALVORADA FILMS                           |        |
| 2012년 1월 14일         | 가위 hasami                                         | 도자키 료스케           | 아트 포트                                |        |
| 2012년 7월 14일         | 헬터 스켈터                                         | 오쿠무라 신이치         | 아스믹 에이스                            |        |
| 2012년 8월 25일         | 바람의 검심                                         | 게인                    | 워너 브라더스 영화                       |        |
| 2012년 10월 6일         | 새 구두를 사야해                                    | 칸고                    | 도에이                                   |        |
| 2012년 11월 17일        | 그 밤의 사무라이                                    | 고바야시 히데아키       | 팬텀 필름                                |        |
| 2012년 11월 17일        | 워킹 홀리데이                                       | 유키야                  | 요시모토 크리에이티브 에이전시           |        |
| 2012년 12월 15일        | 예를 들어, 레몬                                     | 이시야마                | 도그슈가 무비즈                          |        |
| 2013년 2월 23일         | 요노스케 이야기                                     | 카토 유스케             | 쇼게이트                                 |        |
| 2013년 7월 20일         | 샤니다루의 꽃                                       | 오오타키 켄지           | 팬텀 필름                                |        |
| 2013년 8월 24일         | 갓챠맨                                              | 죠지 아사쿠라           | 도호                                     |        |
| 2013년 8월 31일         | 여름의 끝                                           | 키노시타 료타           | 클락 웍스                                |        |
| 2014년 3월 29일         | 백설 공주 살인 사건                                 | 아카호시 유지           | 쇼치쿠                                   |        |
| 2014년 4월 19일         | 그곳에서만 빛난다                                   | 사토 타츠오             | 도쿄 테아토르 / 하코다테 시네마 아이리스 |        |
| 2014년 5월 16일         | 사채꾼 우시지마 Part2                               | 이누이                  | 도호 영상 사업부 / SDP                   | [ 55 ] |
| 2014년 8월 30일         | 루팡 3세                                            | 이시카와 고에몬         | 도호                                     |        |
| 2015년 5월 27일         | 그만큼 / that 's it                                 | 센쥬칸                  | 라이브 뷰잉·재팬                         |        |
| 2015년 5월 30일         | 신쥬쿠 스완                                         | 시라토리 타츠히코       | 소니 픽처스 엔터테인먼트                 |        |
| 2015년 8월 29일         | 극장판 S -최후의 경관- 탈환 RECOVERY OF OUR FUTURE  | 소가 이오리             | 도호                                     |        |
| 2015년 9월 5일          | 피스 오브 케이크                                    | 스가와라 쿄시로         | 쇼게이트                                 | [ 56 ] |
| 2015년 9월 12일         | 천공의 벌                                           | 사이카                  | 쇼치쿠                                   |        |
| 2016년 3월 26일         | 립반윙클의 신부                                     | 아무로 유키마스         | 도에이                                   |        |
| 2016년 5월 7일·6월 11일 | 64 전편·후편                                        | 스와                    | 도호                                     | [ 57 ] |
| 2016년 6월 25일         | 타락경찰 모로보시                                   | 모로보시 요이치         | 도에이 / 닛카쓰                          |        |
| 2016년 9월 17일         | 분노                                                | 오오니시 나오토         | 도호                                     | [ 58 ] |
| 2016년 9월 22일         | 사채꾼 우시지마 Part3                               | 이누이                  | 도호 영상 사업부 / SDP                   |        |
| 2006년 10월 22일        | 사채꾼 우시지마 더 파이널                           | 이누이                  | 도호 영상 사업부 / SDP                   |        |
| 2017년 1월 21일         | 신쥬쿠 스완 II                                      | 시라토리 타츠히코       | 소니 픽처스 엔터테인먼트                 |        |
| 2017년 6월 3일          | 무곡 MUKOKU                                         | 야타베 켄고             | 키노 필름                                |        |
| 2017년 9월 30일         | 아인                                                | 사토                    | 도호                                     | [ 59 ] |
| 2017년 11월 3일         | 라스트 레시피 ~기린 혀의 기억~                      | 야나기사와 켄           | 도호                                     |        |
| 2018년 6월 30일         | 펑크 사무라이, 베어뫼시다                           | 카케쥬노신              | 도에이                                   |        |
| 2019년 10월 18일        | 낙원                                                | 나카무라 고시           | KADOKAWA                                 |        |
| 2019년 11월 1일         | 폐쇄병동 -각자의 아침-                              | 츄상                    | 도에이                                   |        |
| 2020년 2월 14일         | 에이리                                              | 콘노 쇼이치             | 소니 뮤직 엔터테인먼트                   |        |
| 2020년 11월 13일        | 닥터 데스의 유산 -BLACK FILE-                       | 이누카이 하야토         | 워너 브라더스                            |        |
| 2021년 1월 29일         | 야쿠자와 가족 The Family                            | 야마모토 켄지           | 스타 샌즈                                |        |
| 2021년 4월 2일          | 호문쿨루스                                          | 나코시 스스무           | 에이벡스 픽쳐스                          |        |
| 2024년 8월 23일         | 라스트 마일                                         | 이부키 아이             | 도호                                     |        |

### 단관 영화[주 20]
- 2004년 《Darts till Dawn》 - 테츠하루 역
- 2004년 《태양》 - 타쿠 역
- 2004년 《DEVELOPER》 - 이토 역
- 2008년 《La pluie des prunes》
- 2008년 《Valley Of Flowers》
- 2009년 《198X 년의 노래》 - 주연
- 2010년 《언더웨어 어페어》(젊은 영화 작가 육성 프로젝트) - 하마사키 카즈유키 역[60]

### 텔레비전 드라마
| 방송일자                                    | 제목                                                  | 역할                                             | 방송사            | 비고      |
| ------------------------------------------- | ----------------------------------------------------- | ------------------------------------------------ | ----------------- | --------- |
| 2003년 7월 27일 ~ 11월 9일                  | 가면라이더 555                                        | 사와다 아키 / 스파이더 올페노크 (목소리)         | TV 아사히         |           |
| 2007년 4월 5일 ~ 6월 7일                    | 이누고에                                              | 마에다 다이키                                    | TV 카나가와       |           |
| 2009년 6월 12일                             | 스마일 제9화                                          | 소년 A                                           | TBS               |           |
| 2010년 4월 14일 ~ 6월 23일                  | Mother                                                | 우라카미 마사토                                  | NTV               |           |
| 2010년 4월 21일                             | 아자미 아가씨의 자장가 〈비밀을 삼키다〉              | 소년                                             | MBS               |           |
| 2010년 6월 7일 ~ 11일                       | 내가 셀러브리티와 결혼한 방법                         | 야지마 유이치                                    | NHK 원세그2       |           |
| 2010년 7월 8일 ~ 9월 16일                   | 2010년 《GOLD                                         | 우츠기 요스케                                    | 후지 TV           |           |
| 2010년 10월 12일 ~ 12월 14일                | 세컨드 버진                                           | 나카무라 료                                      | NHK               |           |
| 2010년 12월 29일                            | 안녕 로빈슨 크루소                                    | 나리유키                                         | 후지 TV           |           |
| 2011년 1월 12일 ~ 3월 4일 / 9월 12일 ~ 13일 | 헤븐즈 플라워 The Legend of ARCANA                    | 시온                                             | TBS               |           |
| 2011년 2월 6일                              | 그 바다를 잊지못해: 청년성 알츠하이머를 딛고          | 사카이 진                                        | TV 아사히         |           |
| 2011년 5월 22일                             | 신센구미 혈풍록 제8화                                 | 나가사카 코주로                                  | NHK BS 프리미엄   |           |
| 2011년 8월 21일 ~ 9월 18일                  | 변두리 로켓                                           | 마노 켄사쿠                                      | WOWOW             |           |
| 2011년 9월 2일                              | 용자 요시히코와 마왕의 성 제9화                       | 켄타우로스 남자                                  | TV 도쿄           | 특별 출연 |
| 2011년 12월 3일                             | 요괴인간 벰 제7화                                     | 야마다 코헤이                                    | NTV               | 특별 출연 |
| 2012년 1월 1일 ~ 22일                       | 개척자들                                              | 아베 킨지                                        | NHK BS 프리미엄   |           |
| 2012년 1월 11일 ~ 28일                      | 연속 TV 소설 〈카네이션〉 제15주 ~ 17주               | 스오 류이치                                      | NHK               |           |
| 2012년 4월 18일 ~ 6월 6일                   | 클레오파트라인 여자들                                 | 쿠로사키 유타카                                  | NTV               |           |
| 2012년 8월 6일·13일·9월 10일                | 리치 맨, 푸어 우먼                                    | 토노 아키히로                                    | 후지 TV           |           |
| 2013년 1월 6일 ~ 12월 15일                  | 대하드라마 〈야에의 벚꽃〉                            | 마쓰다이라 카타모리                              | NHK               |           |
| 2013년 1월 10일 ~ 3월 21일                  | 최고의 이혼                                           | 우에하라 료                                      | 후지 TV           |           |
| 2013년 3월 1일                              | 더블 미닝 Yes or No?                                  | 마치다 와타루                                    | 칸사이 TV·후지 TV |           |
| 2013년 4월 14일 ~ 6월 23일                  | 하늘을 나는 홍보실                                    | 소라이 다이스케                                  | TBS               |           |
| 2013년 10월 6일 ~ 11월 3일                  | LINK                                                  | 션                                               | WOWOW             |           |
| 2014년 1월 12일 ~ 3월 16일                  | S -최후의 경관-                                       | 소가 이오리                                      | TBS               |           |
| 2014년 1월 16일 ~ 3월 13일                  | 사채 꾼 우시지마 Season2                              | 이누이                                           | MBS               |           |
| 2014년 2월 8일                              | 최고의 이혼 Special2014                               | 우에하라 료                                      | 후지 TV           |           |
| 2014년 4월 19일 ~ 5월 17일                  | THE LONG GOODBYE                                      | 하라다 타모츠                                    | NHK               |           |
| 2014년 10월 21일 ~ 12월 23일                | 모든 것이 F가 된다                                    | 사이카와 쇼헤이                                  | 후지 TV           |           |
| 2015년 2월 27일·3월 27일                    | 야마다 타카유키의 도쿄도 키타구 아카바네 제8화·최종화 | 아야노 고 (본인)                                 | TV 도쿄           |           |
| 2015년 2월 27일                             | 우로보로스~이 사랑이야 말로, 정의. 제7화              | 나치 소스케                                      | TBS               | 특별 출연 |
| 2015년 10월 16일 ~ 12월 18일                | 코우노도리                                            | 코우노토리 사쿠라                                | TBS               |           |
| 2017년 4월 23일 ~ 6월 25일                  | 프랑켄슈타인의 사랑                                   | 프랑켄슈타인 / 후카츠 켄 (2역)                   | NTV               |           |
| 2017년 10월 13일 ~ 12월 22일                | 코우노도리 제 2시리즈                                 | 코우노토리 사쿠라                                | TBS               |           |
| 2018년 7월 19일 ~ 9월 6일                   | 하게타카                                              | 시즈 마사히코                                    | TV 아사히         |           |
| 2020년 6월 26일 ~ 9월 4일                   | MIU404                                                | 이부키 아이                                      | TBS               |           |
| 2021년 4월 14일 ~ 6월 9일                   | 사랑은 Deep하게                                       | 하스다 린타로                                    | NTV               |           |
| 2021년 6월 16일                             | 사랑은 더 Deep하게 -운명의 재회 스페셜-               | 하스다 린타로                                    | NTV               |           |
| 2021년 10월 8일 ~ 12월 10일                 | 근육맨 THE LOST LEGEND                                | 본인 (극 중 영화에서 로빈 마스크 역 겸 프로듀서) | WOWOW             |           |
| 2021년 10월 18일 ~ 12월 20일                | 아발란치                                              | 하뉴 세이치                                      | 칸사이 TV·후지 TV |           |

### 무대
| 공연일자                   | 제목                                       | 역할              | 공연장소                            | 비고                                 |
| -------------------------- | ------------------------------------------ | ----------------- | ----------------------------------- | ------------------------------------ |
| 2004년 7월 15일 ~ 19일     | 사랑의 고통이 사라지다? Loves Labours Lost | 도요토미 히데요시 | 도쿄 예술 극장 공연                 | 극단 타이슈 소설가 제5회 공연 작품.  |
| 2004년 7월 22일 ~ 23일     | 갓파                                       |                   | 전 카가 홀                          |                                      |
| 2005년 6월 7일 ~ 12일      | 타클라마칸 2005                            | 하루키            | 나카노 더 포켓                      |                                      |
| 2012년 8월 22일 ~ 9월 24일 | 사이키델릭 페인                            | 카이토            | 선샤인 극장 / 모리 노미야 필로티 홀 | 유키노조이치좌~산조 공연. 록☆오페라. |
| 2014년 7월 7일 ~ 8월 3일   | 태양 2068                                  | 오쿠데라 테츠히코 | 극장 코쿤 공연                      | 작·연출: 니나가와 유키오             |

### 극장판 애니메이션
| 개봉/방송일자  | 제목                          | 역할              | 배급사/방송사 | 비고                              |
| -------------- | ----------------------------- | ----------------- | ------------- | --------------------------------- |
| 2016년 7월 9일 | 파이널 판타지 XV 킹스글레이브 | 닉스 (에런 폴 분) | 애니플렉스    | 극장판 애니메이션 / 일본어판 더빙 |

### WEB·전달 드라마
- 전속력 해안 (2006년) - 노기 역
- Toi et moi (2006년) - 타츠야 역
- 신문기자 (2022년 1월 13일 전달 예정, Netflix) - 무라카미 신이치 역

### 라디오
- 아야노 고의 올 나이트 닛폰 GOLD~ 영화 〈신주쿠 스완〉 SP (2015년 5월 29일, 닛폰 방송) - 퍼스널리티[64]

### PV
- 오구로 마키 〈IT'S ALL RIGHT〉 (2010년 5월 19일)
- Q;indivi + 치바 유스케 〈ACACIA;〉 (2010년 6월 23일)[주 24]
- 메그 〈 PARIS 〉 (2010년 8월 25일)
- 하타 모토히로 〈메트로 필름 (メトロ・フィルム)〉 (2010년 9월 8일)
- 쿠와타 케이스케 〈Yin Yang〉 (2013년 3월 13일)

### 광고(CM)
기업 브랜드의 굵은 글씨 표시는 현재 출연 광고
- 일본적십자사 〈스무살의 헌혈 캠페인〉 (2004년)
- 헤이안카쿠 〈이치노미야 마리엘〉 (2008년 10월)
- 일본우편 〈헤이세이22년용 세뱃돈 첨부 연하장〉 (2009년 12월)
- 산토리 맥주
  - 올 프리 (2012년 3월)
  - 싱글 몰트 위스키 하쿠슈 (2013년 12월)
  - 산토리 츄하이 코쿠시보리 (2015년 2월 ~ 2016년)
  - 산토리 월드 위스키 〈아오 Ao〉 (2019년 4월 ~ )
- 유니클로 〈실키 드라이〉 (2012년 4월)
- 도쿄 가스
  - 가치 임대 (2013년 9월 ~ 2014년)
  - 피핏과 곤로(가스난로) (2014년 9월)
- 다이하츠 자동차 〈탄토 커스텀〉 (2013년 10월 ~ 2015년)
- UNITED ARROWS 〈UNITED ARROWS green label relaxing〉 (2013년 10월)
- 슈에이샤 〈BAILA〉 (2014년 3월)
- 인텔리전스 〈DODA〉 (2014년 7월 ~ 2017년 6월)
- 아사히 푸드 & 헬스케어 〈민티아〉 (2015년 3월 ~ 2017년)
- NTT 도코모
  - NTT 도코모 【기업CM】(2015년 5월 ~ 2018년)
  - dTV (2015년 10월 ~ 2016년)
  - iPhone 7·iPhone 8 (2016년 9월·2017년 9월)
  - Apple Pay (2016년 12월 ~ 2018년)
- 미즈호 은행 복권 〈구마모토 지진 피해 지역 부흥 지원 드림 점보 복권 드림 점보 미니 7000〉 (2016년 ~ 2017년)
- 기린 맥주 〈기린 탄레이 그린라벨〉 (2017년 2월 ~ 2018년)
- Honda 〈FIT〉 (2017년 6월~ 2019년)
- 주얼리 〈AHKAH〉 (2017년 10월)
- 유니레버 재팬 〈액스 골드 실키 왁스〉 (2018년 3월 ~ 2019년)
- 일본 알콘 〈데일리스 토탈 원〉 (2018년 6월 ~ )
- 조지루시 보온병 〈압력 IH 밥솥〉 (2018년 6월 ~ 2019년)
- 하이센스재팬 〈4K 액정 TV〉 (2020년 6월 ~ )
- 롯데 〈카카오노메구미〉 (2021년 4월 ~ )

## 저서

### 사진집
- 월간 MEN 아야노 고 (2012년 5월, 포니 캐년)
- 아야노 고 20092013 (2013년 1월, 겐토샤)
- 태향 (2013년 3월, 와니북스)

### 연재
- +act 〈송곳니가 뽑힌 남자들이 화장을 하는 시대〉 (와니북스, 2009년 11월 ~ )
- ACTORS magazine 〈화상의 행방〉 (오쿠라 출판, 2011년 7월 ~ )

## 음악 작품

### CD
- OPTICAL.A
  - OPTICAL TONE (2006년, 미니 앨범)
  - ICARUS / feel view (2007년, 싱글)
- Air.A
  - Life CINEMA note (2007년 영화 《Life》 사운드트랙)

### 사운드트랙 (참여·악곡 제공)
- bunny boy (2005년)
- 전속력 해안 (全速力海岸) (2006년)
- Life (2007년)
- 앞으로 (これから) (2007년)
- Granite (2008년)

## 기타

### VJ
- 2004년 〈POP JAPAN TV〉 아시아 전역 음악 프로그램

### 음악 감독·연출
- 2005년 〈NO-ID〉 가을/겨울 도쿄 컬렉션
- 2005년 〈Vinyl〉 가을/겨울 도쿄 컬렉션
- 2006년 〈NO-ID〉 가을/겨울 도쿄 컬렉션
- 2006년 〈Vinyl〉 가을/겨울 도쿄 컬렉션

## 수상 경력
| 연도   | 시상식                             | 부문                                   | 작품                                                                     | 출처   |
| ------ | ---------------------------------- | -------------------------------------- | ------------------------------------------------------------------------ | ------ |
| 2013년 | 도쿄 드라마 어워드 2013            | 남우조연상                             | 최고의 이혼                                                              | [ 65 ] |
| 2014년 | 제37회 일본 아카데미상             | 신인 배우상                            | 요노스케 이야기, 여름의 끝                                               | [ 66 ] |
| 2014년 | 제36회 요코하마 영화제             | 남우주연상                             | 그곳에서만 빛난다                                                        |        |
| 2014년 | 제38회 엘란도르상                  | 신인상                                 | 빈칸                                                                     | [ 67 ] |
| 2014년 | 제22회 하시다상                    | 신인상                                 | 최고의 이혼, 하늘을 나는 홍보실, 야에의 벚꽃                             |        |
| 2014년 | 제88회 키네마 준보 베스트 텐       | 남우주연상                             | 백설공주 살인사건, 그곳에서만 빛난다                                     | [ 68 ] |
| 2014년 | 제69회 마이니치 영화 콩쿠르        | 남우주연상                             | 그곳에서만 빛난다                                                        | [ 69 ] |
| 2014년 | 제29회 타카사키 영화제             | 최우수 남우주연상                      | 그곳에서만 빛난다                                                        |        |
| 2014년 | 제24회 일본 영화 비평가 대상       | 남우주연상                             | 그곳에서만 빛난다                                                        |        |
| 2014년 | 오사카 시네마 페스티벌 2015        | 남우주연상                             | 백설공주 살인사건, 그곳에서만 빛난다                                     |        |
| 2014년 | 제36회 독자가 선택한 코단샤 광고상 | 베스트 캐릭터상                        | 빈칸                                                                     |        |
| 2015년 | 제7회 TAMA 영화상                  | 최우수 남우주연상                      | 신주쿠 스완, 피스 오브 케이크, 천공의 벌, 소레다케, S-최후의 경관 ~탈환~ | [ 70 ] |
| 2016년 | 제15회 뉴욕 아시아 영화제          | 스크린 인터내셔널 라이징 스타 아시아상 | 빈칸                                                                     | [ 71 ] |
| 2016년 | 제41회 호치 영화상                 | 남우조연상                             | 립반윙클의 신부, 64 전편·후편, 분노                                      | [ 72 ] |
| 2016년 | 제40회 일본 아카데미상             | 우수 남우주연상                        | 타락경찰 모로보시                                                        |        |
| 2016년 | 제26회 도쿄 스포츠 영화 대상       | 남우조연상                             | 분노                                                                     |        |
| 2017년 | 제6회 재팬 액션 어워드             | 베스트 액션 배우 우수상                | 무곡 MUKOKU, 신주쿠 스완 II, 아인                                        | [ 73 ] |
| 2019년 | 제43회 일본 아카데미상             | 우수 남우조연상                        | 폐쇄 병동 -각각의 아침-                                                  | [ 74 ] |

### 내용주
1. ↑  우루시하라 료 역할은 아야노을보고 급히 미이케 타카시 감독이 만든 영화 오리지널 캐릭터로서 우산을 쓰는 것은 아야노의 아이디어였다.
2. ↑  브레이크 전부터 “날카로운 역이 많았지만, 본인은 상냥하고 친절한, 역에 도움이 진지하게 향하는 남자”[7]로 평가하고 있다.
3. ↑  이세야 유스케 「상냥하다. 작은 동물처럼」[16]
4. ↑  마츠자카 토리 「뾰족한 것처럼 보이지만, 실제로 만나보니 정말 친절하고, 이쪽의 이야기를 잘 듣고 이해해준다」[17]
5. ↑  외아들, 현재의 배우 일에 어머니가 기뻐하고 있다.[21]
6. ↑  무일푼이였던 것은 아니지만, 전 재산이 수백엔으로 된 적이 있다.[22]
7. ↑  무쌍커플에 작고 긴 게슴츠레한 눈빛 전체적으로 마른 인상의 남자를 뜻한다.
8. ↑  장발 시절에 몇번이나 불심 검문을 받았다. 원래 수사 일과 형사에 “눈빛이 날카롭게 도발”이라고 단언했다.[26]
9. ↑  본인은 역을 연기하면 「자신은 필요 없다」고 생각하고 있다[32]
10. ↑  표정근의 움직임이  크게 「물리적으로 얼굴이 바뀐다」 때문에 평소 아야노을 아는 지인도 놀라는 일이있다.[33]
11. ↑  감독은 「대사는 너무 가혹했지만, 연기자에 가장 필요한 분위기는 있었다」고 당시 아야노 대해 말한다. 쏘아올린 이시다 감독으로부터 「영화를 나가십시오」라고, 독립 계열 영화를 하고 있었죠.[5]
12. ↑  상쾌한 역이 전환기가 된 것에 대해서도 「감사해야 할 것은 여러분이 스오 씨를 사랑 해주신 것」이라고 생각한다.[35]
13. ↑  체조도 숫자로 결과가 나오기 때문에 좋아했다.
14. ↑  후루마야 토모유키 감독은 인터뷰에서 「육체적으로도 굉장하지만, 어쨌든 굉장히 좋은 놈」이고 말했다.[45]
15. ↑  하코네 에키덴의 경주는 관동 학생 육상 경기 연맹 회원 대학만 참여 가능하다.
16. ↑  일단 Slipknot 같은 밴드를 하고 있던 적도 있다. 아야노는 자신의 음악 편력에 대해 “L'Arc~en~Ciel, LUNA SEA, THE YELLOW MONKEY 근처에서 시작해, 당시 Green Day, The  Offspring, NOFX 라든지 멜로딕 하드코어 같은 밴드가 유행하고 있었는데, 왠지 나는 Nirvana과 마릴린 맨슨에 푹 빠져 버렸다. hide 씨가 하고 있었던 Zilch을 만나고, 도쿄에 나오고 나서 Slipknot을 만나 거기에서 가속하면서 데스 메탈계의 Dying Fetus, Dimmu Borgir을 듣게 되었습니다.”라고 말했다. 또 다른 뮤지션은 downy과 ROVO 같은 일본의 밴드와 마이 블러디 밸런타인를 비롯한 슈게이징, 시규어 로스 스티브 라이히, 라디오헤드, 뮤즈 등도 좋아한다.
17. ↑  고수、김치、단단몐 등 매운 것을 싫어한다.[52]
18. ↑  개봉일 기준은 일본에서의 개봉일이다.
19. ↑  2편이 한 달 간격으로 연속 개봉.
20. ↑  단관은 한 개의 영화관에서 상영된 영화를 뜻한다.
21. ↑  호시노 겐과 공동 주연
22. ↑  이시하라 사토미와 공동 주연
23. ↑  개봉·방송일자 기준은 일본에서의 공개일이다.
24. ↑  앨범 〈ACACIA;〉 수록 작품.

### 참조주
1. 1 2 3 4 5  “공식 프로필”. 아야노 고 공식 웹사이트. 2014년 1월 21일에 확인함.
2. ↑  “아야노 고 정보”. Tristone Entertainment. 2014년 1월 21일에 확인함.
3. 1 2  스나가 타카코 (2012년 10월 12일). 《아야노 고 - 앞질러가는 30세의 정체》. 《Quick Japan》 104 (오오타 출판). 164–176쪽. ISBN 978-4778313425.
4. ↑  “데이터”. 아야노 고 공식 웹사이트. 2014년 1월 21일에 확인함.
5. 1 2 3  “아야노 고, 배우를 우습게 여기던 자신 진심시켜 준”. THE PAGE. 2015년 5월 30일. 2016년 11월 14일에 원본 문서에서 보존된 문서. 2015년 5월 30일에 확인함.
6. ↑  “아야노 고 3년 전에 방문한 전기를 말한다 「죽는 것 외에는 찰과상에 불과하다」”. 《model press》. 2014년 11월 18일. 2020년 11월 19일에 확인함.
7. 1 2 3  “아침 드라마 「카네이션」 “감출 수없는 사랑”에서 최고 시청률 기록 사랑의 상대·스오 역의 아야노 고에 주목”. 오리콘 주식회사. 2012년 1월 26일.
8. ↑  “THE XXXXXX(야마다 타카유키 × 아야노 고 × 우치다 아사히) 첫 원맨 대성공 「최고였다」”. 《barks》. 2019년 4월 27일에 확인함.
9. ↑  
“【NEXT BREAKERS】아야노 고~화제작에 출연을 계속하는 연기파”. 닛케이 엔터테인먼트. 2012년 5월 2일.
10. 1 2  “『그곳에서만 빛난다 』아야노 고 단독 인터뷰”. Yahoo! 영화. 2014년 4월 14일. 2021년 10월 3일에 원본 문서에서 보존된 문서. 2021년 10월 3일에 확인함.
11. ↑  《키네마 준보 2014년 4월 상순호 No.1659 구마키리 가즈요시 감독 인터뷰》. 키네마준보샤. 2014년 3월 20일.
12. ↑  “15년간의 친구에서 본 아야노 고 진화란? 카네코 노부아키 인터뷰”. 북리스. 2017년 1월 18일.
13. ↑  “무카이 오사무가 말하는 아야노 고의 「대단함」에 받는 자극은?”. Walkerplus. 2015년 8월 27일.
14. ↑  “아라가키 유이 씨 인터뷰”. TBS테레비.
15. ↑  《키네마 준보 2014년 4월 상순호 No.1659 이케와키 치즈루·오미포 인터뷰》. 키네마준보샤. 2014년 3월 20일.
16. ↑  “【독점】이세야 유스케가 증언, 아야노 고는 작은 동물!”. girlswalker.com. 2015년 5월 25일. 2016년 12월 20일에 원본 문서에서 보존된 문서. 2021년 10월 3일에 확인함.
17. ↑  “마츠자카 토리 「지금의 목표는 우메짱 선생의 노부오의 이미지를 바꾸는 것」”. 오오타 출판. 2012년 12월 24일.
18. ↑  “아야노 고는 “상당히 높은 수준” 뜻밖의 본성에 수수께끼”. 모델프레스. 2016년 6월 16일. 2016년 6월 16일에 확인함.
19. ↑  “아야노 고 「20세 때 외로웠다」 새 성인에 메시지”. 시네마투데이. 2017년 1월 9일.
20. ↑  “아야노 고을 바꾼 전환점 인물은? 「이대로는 안되는 생각이 든다」”. modelpress. 2016년 6월 28일. 2016년 6월 28일에 확인함.
21. ↑  “가면라이더 555 아야노 고 인터뷰”. 아사히 신문.
22. ↑  “야마다 타카유키 & 아야노 고 생존 기법은 「사채꾼 우시지마 시즌2」를 방불케하는 초현실적”. 영화.com. 2016년 9월 22일. 2016년 11월 14일에 원본 문서에서 보존된 문서. 2021년 10월 3일에 확인함.
23. ↑  “뱀 얼굴 & 소금 얼굴 남자가 화제 올해의 꽃미남 트렌드는?”. 모델프레스. 2013년 12월 29일.
24. ↑  “다운타운 본심으로 사다리 술 in 카구라자카”. 후지 TV. 2016년 1월 27일.
25. ↑  《유레카 2012년 9월 임시 증간호 총 특집 - 헤세이 가면라이더》. 세도샤. 2012년 8월 8일. 다음 글자 무시됨: ‘ISBN 978-4-7917-0242-8’ (도움말);
26. ↑  “아야노 고, 시부야에서 불심 검문받은 과거 밝힌다”. 스포츠호치. 2016년 5월 7일. 2017년 4월 10일에 원본 문서에서 보존된 문서. 2021년 10월 3일에 확인함.
27. ↑  “아야노 고, 성형 의혹에 푸치키레 「한다면 더 잘할」”. oricon. 2014년 8월 24일.
28. ↑  “현장 보고서”. TBS. 2014년 1월 26일.
29. ↑  “「경향!」 BOUT 237 인터뷰 아야노 츠요시 (2)”. 뉴욕 비즈!. 2016년 7월 16일. 2017년 1월 16일에 원본 문서에서 보존된 문서. 2021년 10월 3일에 확인함.
30. 1 2  “아야노 고, 감독으로부터 변상 요구 사과!? 역에 비집고 들어가 너무 촬영용 세트를 이길”. 시네마투데이. 2015년 9월 12일.
31. ↑  “영화『분노』는 츠마부키 사토시의 실력을 어떻게 이끌어 냈다 있습니까?”. 리얼 사운드. 2016년 9월 20일.
32. ↑  “아야노 고 SPECIAL INTERVIEW……“자신”은 필요 없다”. 워커 플러스. 2012년 10월 3일.
33. ↑  “아야노 고가 “자기 자신”을 재확인한 115일간에 밀착”. 더·테레비. 2014년 8월 24일.
34. ↑  《NHK 위클리 STERA (스텔라) 2012년 11월 30일호》. NHK. 2012년 11월 21일.
35. ↑  “그 사람의 소중한 선택 아야노 고 씨 (배우)”. NHK자료실. 2014년 4월 28일. 2021년 10월 3일에 원본 문서에서 보존된 문서. 2021년 10월 3일에 확인함.
36. ↑  『코우노도리』에서 아야노 고가 보이는 “충돌”의 매력......안정감과 신비, 친절과 잔인 사이조 우먼 2015년 12월 18일, 2019년 11월 11일에 확인.
37. ↑  아야노 고, 오노 마치코에 「절대적인 신뢰 반드시 있어 주는」 시네마투데이 2021년 1월 17일, 2021년 2월 15일에 확인.
38. ↑  “아야노 고 「변화를 두려워하지 않는」 첫 도전의 왕도 러브 스토리도 주저없이”. 크랭크인!. 2017년 4월 23일. 2017년 4월 24일에 원본 문서에서 보존된 문서. 2017년 4월 23일에 확인함.
39. ↑  “아야노 고이 메챠 이케 기획 “10kg 데부엣토”에서 보여준 프로 근성.”. TechinsightJapan. 2015년 6월 1일. 2015년 6월 1일에 확인함.
40. ↑  
“아야노 고의 “활을 당기는 모습”이 미남 너무나도 압도적인 힘으로 양궁 대결 제지”. 모델프레스. 2015년 10월 3일.
41. ↑  《드라마 스토리 야에의 벚꽃 후편》. NHK출판. 2013년 5월 30일. ISBN 978-4-14-923363-5.
42. ↑  “『그곳에서만 빛난다』오미포 감독 인터뷰”. 피아. 2014년 4월 18일.
43. ↑  “그 사람의 소중한 선택 아야노 고 씨 (배우)”. NHK자료실. 2014년 4월 28일. 2015년 4월 8일에 원본 문서에서 보존된 문서. 2014년 4월 28일에 확인함.
44. ↑  “아야노 고 씨 인터뷰”. TBS. 2017년 2월 21일에 원본 문서에서 보존된 문서. 2021년 10월 3일에 확인함.
45. ↑  《영화 『나오코』 극장 팜플렛 후루마야 토시유키 감독 인터뷰》. 2008년 2월 16일.
46. ↑  “『파이널 판타지 FFXV』주인공·닉스 역의 아야노 고 씨 인터뷰【전편】”. 《패미우츠.com》 (KADOKAWA DWANGO CORPORATION). 2016년 6월 30일.
47. ↑  “『KINGSGLAIVE FINAL FANTASY XV』에 아야노 고 씨가 걱정되는 캐릭터는?”. 《전격 온라인》 (KADOKAWA CORPORATION). 2016년 6월 30일.
48. ↑  타라카네 료스케 (2016년 5월 11일). “카네코 노부아키 「Fauve」 특집 카네코 노부아키 × 아야노 고 대담”. 주식회사 나타샤. 2017년 2월 11일에 확인함.
49. ↑   2012년 2월 29일
50. ↑  “아야노 고는 자유롭게 땀을 낼 수 있는 배우 “모토키 & 츠츠미 감독 극찬””. 닛칸 스포츠. 2015년 8월 20일. 2015년 8월 20일에 확인함.
51. ↑  “아야노 고 문제 해결 기술에 회장에서 박수 일어나는”. MovieWalker. 2015년 9월 5일.
52. ↑  “아야노 고, 사와지리 에리카와 개인사를 밝힌다 「나도 사와지리의 산하」”. 모델프레스. 2015년 6월 3일.
53. ↑  《부인 공론 츠마부키 사토시 인터뷰》. 중앙공론신사. 2017년 9월 13일.
54. ↑  “꼭 경배하고 싶은 교차로 「아야노 5」 SNS에서 화제”. 기후 신문. 2020년 1월 3일에 원본 문서에서 보존된 문서. 2020년 1월 3일에 확인함.
55. ↑  영화.com (2014년 2월 3일). “「사채꾼 우시지마 Part2」에 스다 마사키, 쿠보타 마사 타카, 야기라 유야의 젊은이들이 참전”. 2014년 5월 25일에 확인함.
56. ↑  모델프레스 (2014년 10월 13일). “다베 미카코 & 아야노 고 「피스 오브 케이크」추가 캐스트 발표”. 2014년 10월 13일에 확인함.
57. ↑  “초호화 캐스팅! 영화 64 총원 15명의 비주얼 공개 사토 코이치, 아야노 고, 에이쿠라 나나, 에이타를”. 시네마투데이. 2015년 12월 2일. 2015년 12월 2일에 확인함.
58. ↑  “와타나베 켄 주연 영화 「분노」에 츠마부키 등의 주연급 즐비”. 닛칸스포츠. 2015년 8월 20일. 2015년 8월 20일에 확인함.
59. ↑  “「아인」이 실사 영화화! 주연은 사토 감독은 「춤추는 대수사선」 모토히로 카츠유키”. 《영화나탈리》 (주식회사 나타샤). 2016년 11월 4일. 2016년 11월 4일에 확인함.
60. ↑  “언더웨어 어페어”. 젊은 영화 작가 육성 프로젝트. 2013년 6월 24일에 원본 문서에서 보존된 문서. 2014년 2월 17일에 확인함.
61. ↑  피아 (2014년 1월 28일). “아야노 고, 나리미야 히로키, 마에다 아츠코가 니나가와 유키오 무대에서 공연”. 2014년 3월 11일에 확인함.
62. ↑  “아야노 고와 쿠츠나 시오리 「파이널 판타지」에서 성우”. 《닛칸 스포츠》 (닛칸스포츠 신문사). 2016년 5월 31일. 2016년 5월 31일에 확인함.
63. ↑  “아야노 고 × 쿠츠나 시오리, 13년의 배우 경력에 역부족을 실감”. 《나타샤》 (주식회사 나타샤). 2016년 7월 1일. 2016년 7월 1일에 확인함.
64. ↑  “아야노 고, 올 나이트 닛폰에서 퍼스널리티에 첫 도전”. 시네마투데이. 2015년 5월 23일. 2015년 5월 25일에 확인함.
65. ↑  “에이타, 노넨 레나 등 호화 배우가 수상 「도쿄 드라마 어워드 2013」”. 모델프레스. 2013년 10월 22일. 2014년 1월 21일에 확인함.
66. ↑  “제3회 일본 아카데미상 우수 작품 발표!”. 일본 아카데미상 공식 사이트. 2014년 1월 17일에 확인함.
67. ↑  “엘란도르상 역대 수상자 목록”. 일반 사단 법인 일본 영화 텔레비전 프로듀서 협회. 2016년 3월 5일에 원본 문서에서 보존된 문서. 2014년 1월 21일에 확인함.
68. ↑  “「그곳에서만 빛난다」가 일본 영화 1위 ... 키네마 준보 베스트 텐 1위”. 《스포니치 신문사》. 2015년 1월 8일. 2015년 1월 8일에 확인함.
69. ↑  “69th (2014년)”. 《마이니치 영화 콩쿠르 : 콩쿠르의 역사》. 마이니치 신문. 2015년 1월 21일에 확인함.
70. ↑  “제7회 TAMA 영화상 : 제25회 영화제 TAMA CINEMA FORUM”. TAMA CINEMA FORUM. 2015. 2015년 11월 21일에 확인함.
71. ↑  “아야노 고이 NY의 영화제 시상식에 등단, 「타락경찰 모로보시」 내걸어 갈채받는”. 《영화나탈리》. 2016년 6월 30일. 2016년 6월 30일에 확인함.
72. ↑  “【호치 영화상】미야자와 리에, 사상 최초로 3번째 여우주연상...각 상을 수여”. 《스포츠호치》. 2016년 11월 29일. 2016년 11월 29일에 원본 문서에서 보존된 문서. 2016년 11월 29일에 확인함.
73. ↑  “제6회 재팬 액션 어워드 「HiGH & LOW」가 2관왕, 최우수 남우주연상 수상은 사토 타케루”. 《영화나탈리》 (주식회사 나타샤). 2018년 3월 17일. 2019년 12월 1일에 확인함.
74. ↑  “일본 아카데미상 우수상 발표 작품상에 「날아라 사이타마」 「킹덤」등”. 《ORICON NEWS》 (oricon ME). 2020년 1월 15일. 2020년 1월 15일에 확인함.